# Marianne Ranner
Marianne Ranner (24 luglio 1953) è un'ex sciatrice alpina austriaca.

## Biografia
Sciatrice polivalente originaria di Rottenmann, in Coppa del Mondo la Ranner esordì il 16 dicembre 1970 a Val-d'Isère in slalom speciale, senza completare la prova, ottenne il miglior risultato il 1º febbraio 1973 a Schruns in discesa libera (4ª) e prese per l'ultima volta il via il 23 gennaio 1974 a Badgastein nella medesima specialità (14ª); in quella stessa stagione 1973-1974 in Coppa Europa si piazzò 3ª nella classifica di discesa libera. Non prese parte a rassegne olimpiche o iridate.

## Palmarès

### Coppa del Mondo
- Miglior piazzamento in classifica generale: 32ª nel 1973

### Campionati austriaci
- 4 medaglie:
  -  2 argenti (discesa libera, combinata nel 1972)
  -  2 bronzi (slalom speciale nel 1972; slalom speciale nel 1973)[senza fonte]